# Saint-Christophe-de-Chaulieu
Saint-Christophe-de-Chaulieu là một xã trong tỉnh Orne, vùng Normandie tây bắc nước Pháp. Xã Saint-Christophe-de-Chaulieu nằm ở khu vực có độ cao trung bình 350 mét trên mực nước biển.